# Герб Свечинского района
Герб муниципального образования «Свечинский район» — опознавательно-правовой знак, составленный и употребляемый в соответствии с правилами геральдики, служащий символом муниципального района «Свечинский район» Кировской области Российской Федерации.

## Описание герба
Описание герба:
В золотом поле с лазоревой оконечностью, завершённой грядой бегущих от середины к краям волн, вырастающая из средней пары волн (которые выше других и соприкасаются) лазоревая свеча, горящая червлёным пламенем и сопровождаемая по сторонам двумя червлёными окрылёнными железнодорожными колёсами.

## Обоснование символики
Обоснование символики:
Основная фигура в гербе — свеча, выходящая из речных волн, указывает на происхождение названия Свечинского района от реки Свечи, протекающей по его территории. Лазоревый (синий, голубой) цвет олицетворяет такие понятия, как преданность, верность, справедливость и любовь к родине. Пламя горящей свечи символизирует такие совершенные качества, как любовь, вера и честность.
Своим социально-экономическим развитием территория современного Свечинского района во многом обязана функционированию участка железной дороги Вятка — Санкт-Петербург, построенному в 1906 году, благодаря чему возникшая станция Свеча постепенно выросла в крупный посёлок и районный центр. Большое значение железной дороги для жителей района обозначено в гербе символом железной дороги — крылатым железнодорожным колесом. Количество колёс — два — не только уравновешивает герб композиционно, но и указывает на то, что сегодня в районе имеется два муниципальных образования — городское и сельское. Распростёртые крылья обозначают совершенные устремления и возвышенность мыслей. Червлёный цвет символизирует мужество, храбрость и благородство.

Свечинский район традиционно имеет сельскохозяйственную направленность, что символически отражено золотым цветом поля щита. Золотой цвет олицетворяет богатство — духовное и материальное, а также символизирует счастье, милосердие, щедрость и заслуженную славу.

## История создания
- 14 июня 2013 — герб района утверждён решением Свечинской районной Думы[1].